# Regeringen Neergaard III
Regeringen Neergaard III var Danmarks regering 9. oktober 1922 – 23. april 1924.
Ændringer: 10. oktober 1922, 16. oktober 1922
Den bestod af følgende ministre:
- Statsminister og Finansminister: Niels Th. Neergaard
- Udenrigsminister: C.M.T. Cold
- Indenrigsminister: O.C. Krag
- Justitsminister: Svenning K.N. Rytter
- Undervisningsminister og Kirkeminister: J.C.L. Appel
- Forsvarsminister: Søren Brorsen
- Minister for offentlige arbejder: M.N. Slebsager
- Landbrugsminister: Thomas Madsen-Mygdal
- Handelsminister:

ad interim: O.C. Krag til 10. oktober 1922, derefter
Jørgen Christensen
- Minister uden Portefeuille

Klaus Berntsen fra 16. oktober 1922

## Baggrund
Se Ministeriet Neergaard II